# Kalinina, Krîvîi Rih
Kalinina (în ucraineană Калініна) este un sat în comuna Cervone din raionul Krîvîi Rih, regiunea Dnipropetrovsk, Ucraina.

## Demografie
Componența lingvistică a localității Kalinina
     Ucraineană (96,37%)
     Rusă (3,63%)
Conform recensământului din 2001, majoritatea populației localității Kalinina era vorbitoare de ucraineană (96,37%), existând în minoritate și vorbitori de rusă (3,63%).